# Бјеласница
Бјеласница је планински масив на југу Републике Српске, Босна и Херцеговина, тачније у граду Требињу. Налази се са десне стране ријеке Требишњице. Протеже се од села До до Старог Сланог. Највећи врхови су Мотка (1396 м), Илија (1338 м) и Сиљевац (1297 м). Већим дијелом се налази у Поповом пољу.
Аустријска власт је пробила преко ње и цесту 1903. године која је реконструисана 1981. када је претворена у магистрални пут који повезује Требиње са Западном Херцеговином. Испод Бјеласнице се налазе села Старо Слано, Луг, Жуља, Ковачина, Месари, Добромани, Жаково, Туље, Мркоњићи, Дријењани, Драчево, Дубљани, Величани, Галичићи, Струјићи, До, Додановићи и у самој планини напуштено село Корлати.